# Laleh

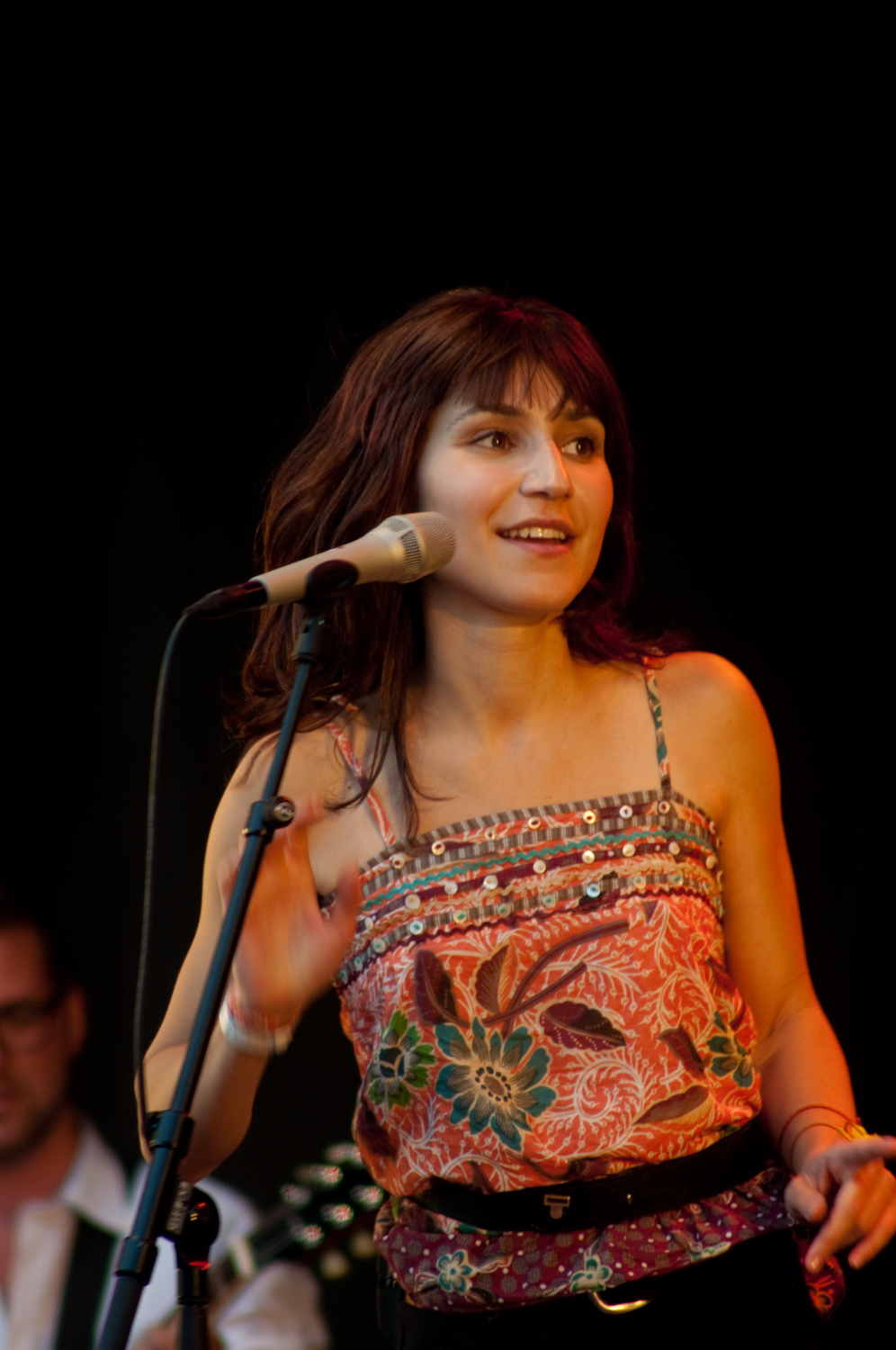
Laleh (2009)

Laleh Pourkarim (* 10. Juni 1982 in Bandar Anzali, Iran) ist eine schwedische Musikerin und Schauspielerin iranischer Herkunft, die unter ihrem Künstlernamen Laleh auftritt.

## Karriere
Als sie ein Jahr alt war, flohen ihre Eltern mit ihr aus dem Iran. Über Aserbaidschan, Minsk, Ost-Berlin und Tidaholm landeten sie schließlich in Göteborg, wo Laleh eine musikalische Ausbildung am Hvitfeldtska gymnasiet erhielt.
Im Jahr 2000 spielte Laleh die Rolle der Yasmin in Josef Fares’ Film Jalla! Jalla!.
Am 5. Februar 2005 kam ihre erste Single Invisible (My Song) über das Label Warner auf den Markt. Sie brachte ihr sofort den Durchbruch und wurde ein Top-Ten-Hit. Ihr nach ihr selbst benanntes Debütalbum stieg danach auf Platz 10 der Albumcharts ein, hielt sich monatelang in den Charts und stieg dann Anfang 2006 sogar noch auf Platz 1. In den folgenden Jahren konnte sich Laleh besonders mit ihren Alben als schwedische Topkünstlerin etablieren.
Im Januar 2012 erschien ihr zweites Nummer-eins-Album Sjung mit der Single Some Die Young. Das Lied wurde auch im Nachbarland Norwegen entdeckt und als Untermalung für die Berichterstattung zum Breivik-Prozess verwendet, in dem es um die vielen jugendlichen Toten der Anschläge in Norwegen 2011 ging. Das Lied stieg in Norwegen an die Chartspitze und war in Schweden ihr dritter Top-Ten-Hit. Ein Jahr später wurde es auch in Deutschland veröffentlicht und kam auch da im September in die Charts.

## Diskografie

### Alben
| Jahr | Titel        | Höchstplatzierung, Gesamtwochen, AuszeichnungChartplatzierungen (Jahr, Titel, Platzierungen, Wochen, Auszeichnungen, Anmerkungen) | Höchstplatzierung, Gesamtwochen, AuszeichnungChartplatzierungen (Jahr, Titel, Platzierungen, Wochen, Auszeichnungen, Anmerkungen) | Anmerkungen                              |
| Jahr | Titel        | SE | NO | Anmerkungen                              |
| ---- | ------------ | --- | --- | ---------------------------------------- |
| 2005 | Laleh        | SE1 (71 Wo.)SE | — | Erstveröffentlichung: 30. März 2005      |
| 2006 | Prinsessor   | SE3 (29 Wo.)SE | — | Erstveröffentlichung: 6. Dezember 2006   |
| 2009 | Me and Simon | SE2 (14 Wo.)SE | — | Erstveröffentlichung: 21. Januar 2009    |
| 2012 | Sjung        | SE1 Platin · (57 Wo.)SE | NO1 Gold · (37 Wo.)NO | Erstveröffentlichung: 25. Januar 2012    |
| 2013 | Colors       | SE2 Gold · (86 Wo.)SE | NO4 (3 Wo.)NO | Erstveröffentlichung: 16. Oktober 2013   |
| 2016 | Kristaller   | SE2 Gold · (54 Wo.)SE | NO18 (1 Wo.)NO | Erstveröffentlichung: 16. September 2016 |
| 2019 | Vänta!       | SE4 (27 Wo.)SE | — | Erstveröffentlichung: 31. Mai 2019       |
| 2019 | Postcards    | SE33 (4 Wo.)SE | — | Erstveröffentlichung: 20. Dezember 2019  |
| 2022 | Vatten       | SE1 (19 Wo.)SE | — | Erstveröffentlichung: 25. März 2022      |

### Singles
| Jahr | Titel Album                                           | Höchstplatzierung, Gesamtwochen, AuszeichnungChartplatzierungen (Jahr, Titel, Album, Platzierungen, Wochen, Auszeichnungen, Anmerkungen) | Höchstplatzierung, Gesamtwochen, AuszeichnungChartplatzierungen (Jahr, Titel, Album, Platzierungen, Wochen, Auszeichnungen, Anmerkungen) | Höchstplatzierung, Gesamtwochen, AuszeichnungChartplatzierungen (Jahr, Titel, Album, Platzierungen, Wochen, Auszeichnungen, Anmerkungen) | Höchstplatzierung, Gesamtwochen, AuszeichnungChartplatzierungen (Jahr, Titel, Album, Platzierungen, Wochen, Auszeichnungen, Anmerkungen) | Höchstplatzierung, Gesamtwochen, AuszeichnungChartplatzierungen (Jahr, Titel, Album, Platzierungen, Wochen, Auszeichnungen, Anmerkungen) | Anmerkungen                                        |
| Jahr | Titel Album                                           | SE | DK | NO | DE | AT | Anmerkungen                                        |
| --- | ----------------------------------------------------- | --- | --- | --- | --- | --- | -------------------------------------------------- |
| 2005 | Invisible (My Song) Laleh                             | SE7 (8 Wo.)SE | — | — | — | — |                                                    |
| 2005 | Live Tomorrow Laleh                                   | SE20 (22 Wo.)SE | DK11 (5 Wo.)DK | — | — | — |                                                    |
| 2006 | Forgive but Not Forget Laleh                          | SE46 (1 Wo.)SE | — | — | — | — |                                                    |
| 2008 | Snö Me and Simon                                      | SE14 (9 Wo.)SE | — | — | — | — |                                                    |
| 2009 | Simon Says Me and Simon                               | SE41 (3 Wo.)SE | — | — | — | — |                                                    |
| 2009 | Big City Love Me and Simon                            | SE32 (2 Wo.)SE | — | — | — | — |                                                    |
| 2012 | Some Die Young Sjung                                  | SE9 ×2Doppelplatin · (37 Wo.)SE | DK38 (1 Wo.)DK | NO1 ×1414-fach-Platin · (31 Wo.)NO | DE68 (7 Wo.)DE | AT8 (15 Wo.)AT |                                                    |
| 2013 | Colors                                                | SE33 (4 Wo.)SE | DK34 (1 Wo.)DK | — | — | — |                                                    |
| 2016 | Bara få va mig själv Kristaller                       | SE5 ×4Vierfachplatin · (68 Wo.)SE | — | — | — | — |                                                    |
| 2016 | Aldrig bli som förr Kristaller                        | SE19 Platin · (13 Wo.)SE | — | — | — | — |                                                    |
| 2019 | Tack förlåt Vänta!                                    | SE15 (9 Wo.)SE | — | — | — | — | Erstveröffentlichung: 18. Januar 2019              |
| 2019 | Knock Knock Vänta!                                    | SE95 (1 Wo.)SE | — | — | — | — | Erstveröffentlichung: 15. März 2019                |
| 2019 | Sand överallt Vänta!                                  | SE34 (5 Wo.)SE | — | — | — | — | Erstveröffentlichung: 26. April 2019               |
| 2020 | Det kommer bli bra Vatten                             | SE14 ×2Doppelplatin · (55 Wo.)SE | — | — | — | — | Erstveröffentlichung: 17. April 2020               |
| 2020 | Sol, vind och vatten –                                | SE50 (1 Wo.)SE | — | — | — | — | Erstveröffentlichung: 11. September 2015           |
| 2020 | Vinterland –                                          | SE62 (1 Wo.)SE | — | — | — | — | Erstveröffentlichung: 13. November 2020            |
| 2022 | Vi är på riktigt En annan jag                         | SE25 (7 Wo.)SE | — | — | — | — | Erstveröffentlichung: 30. September 2022 mit Darin |
| Folgende Lieder erschienen nicht als Single, wurden aber durch das Album zum Download und Streaming bereitgestellt und konnten somit eine Platzierung erlangen: |                                                       | | | | | |                                                    |
| |                                                       | | | | | |                                                    |
| 2011 | Just nu Tolkningarna                                  | SE25 (8 Wo.)SE | — | — | — | — |                                                    |
| 2011 | Ängeln i rummet Tolkningarna                          | SE6 (15 Wo.)SE | — | — | — | — |                                                    |
| 2011 | All vill till himmelen men ingen vill dö Tolkningarna | SE25 (6 Wo.)SE | — | — | — | — |                                                    |
| 2011 | Here I Go Again Tolkningarna                          | SE41 (3 Wo.)SE | — | — | — | — |                                                    |
| 2016 | Work Kristaller                                       | SE90 (1 Wo.)SE | — | — | — | — |                                                    |
| 2019 | Svenska 2 Vänta!                                      | SE90 (1 Wo.)SE | — | — | — | — |                                                    |
| 2022 | Socker och vatten Vatten                              | SE54 (2 Wo.)SE | — | — | — | — |                                                    |
| 2025 | Goliat Colors                                         | SE68 (3 Wo.)SE | — | — | — | — |                                                    |

Weitere Singles
- 2005: Storebror
- 2006: Det är vi som bestämmer (Vem har lurat alla barnen)
- 2006: November
- 2007: Call on Me
- 2007: Closer
- 2009: Bjurö klubb
- 2010: Mysteries
- 2012: Vårens första dag
- 2013: Colors
- 2016: Welcome to the Show (mit Adam Lambert)

## Auszeichnungen
- Laleh gewann 2005 in den Kategorien „Künstlerin des Jahres“ (Årets kvinnliga artist) und „Newcomer des Jahres“ (Årets nykomling) den Musikpreis Rockbjörnen der Zeitung Aftonbladet.
- Im selben Jahr wurde sie von den Hörern des Radiosenders P3 zur Trägerin des Musikpreises P3 Guld in den Kategorien „Künstlerin des Jahres“ (Årets kvinnliga artist) und „Newcomer des Jahres“ (Årets nykomling) gewählt.
- Ebenfalls 2005 wurde Laleh bei der Verleihung des schwedischen Grammismusikpreises dreifach ausgezeichnet als „Künstler des Jahres“ (Årets artist), „Produzent des Jahres“ (Årets producent) und „Newcomer des Jahres“ (Årets nykomling).
- 2006 erhielt sie ein Evert-Taube-Stipendium, das „singbare Gedichte oder die Vertonung von Gedichten oder besondere Leistungen auf Gebieten, denen Evert Taube huldigte“ (sångbar dikt eller tonsättning av dikter eller för framstående insatser inom områden som Evert Taube omhuldade), belohnt.